# Lijst van actieve schepen van de United States Navy
Lijst van actieve schepen van de United States Navy gesorteerd op type.

## Schepen
| Wasp-klasse                                     | Wasp-class Amphibious Assault Ship USS Bonhomme Richard (LHD-6)                     | USS Wasp (LHD-1) USS Essex (LHD-2) USS Kearsarge (LHD-3) USS Boxer (LHD-4) USS Bataan (LHD-5) USS Iwo Jima (LHD-7) USS Makin Island (LHD-8) |                                                                    |
| America-klasse                                  | USS America (LHA-6) off Pascagoula in 2013                                          | USS America (LHA-6) USS Tripoli (LHA-7) | 11 gepland                                                         |
| Amfibisch commandoschepen                       |                                                                                     | |                                                                    |
| Blue Ridge-klasse                               | Blue_Ridge_2012                                                                     | USS Blue Ridge (LCC-19) USS Mount Whitney (LCC-20) |                                                                    |
| Amfibisch transportschepen                      |                                                                                     | |                                                                    |
| San Antonio-klasse                              |                                                                                     | USS San Antonio (LPD-17) USS New Orleans (LPD-18) USS Mesa Verde (LPD-19) USS Green Bay (LPD-20) USS New York (LPD-21) USS San Diego (LPD-22) USS Anchorage (LPD-23) USS Arlington (LPD-24) USS Somerset (LPD-25) USS John P. Murtha (LPD-26) USS Portland (LPD-27) | Er zijn in totaal 13 schepen gepland                               |
| Destroyers                                      |                                                                                     | |                                                                    |
| Arleigh Burke-klasse                            | USS_Arleigh_Burke_(DDG_51)_steams_through_the_Mediterranean_Sea                     | USS Arleigh Burke (DDG-51) USS Barry (DDG-52) USS John Paul Jones (DDG-53) USS Curtis Wilbur (DDG-54) USS Stout (DDG-55) USS John S. McCain (DDG-56) USS Mitscher (DDG-57) USS Laboon (DDG-58) USS Russell (DDG-59) USS Paul Hamilton (DDG-60) USS Ramage (DDG-61) USS Fitzgerald (DDG-62) USS Stethem DDG-63) USS Carney (DDG-64) USS Benfold (DDG-65) USS Gonzalez (DDG-66) USS Cole (DDG-67) USS The Sullivans (DDG-68) USS Milius (DDG-69) USS Hopper (DDG-70) USS Ross (DDG-71) USS Mahan (DDG-72) USS Decatur (DDG-73) USS McFaul (DDG-74) USS Donald Cook (DDG-75) USS Higgins (DDG-76) USS O'Kane (DDG-77) USS Porter (DDG-78) USS Oscar Austin (DDG-79) USS Roosevelt (DDG-80) USS Winston S. Churchill (DDG-81) USS Lassen (DDG-82) USS Howard (DDG-83) USS Bulkeley (DDG-84) USS McCampbell (DDG-85) USS Shoup (DDG-86) USS Mason (DDG-87) USS Preble (DDG-88) USS Mustin (DDG-89) USS Chafee (DDG-90) USS Pinckney (DDG-91) USS Momsen (DDG-92) USS Chung-Hoon (DDG-93) USS Nitze (DDG-94) USS James E. Williams (DDG-95) USS Bainbridge (DDG-96) USS Halsey (DDG-97) USS Forrest Sherman (DDG-98) USS Farragut (DDG-99) USS Kidd (DDG-100) USS Gridley (DDG-101) USS Sampson (DDG-102) USS Truxtun (DDG-103) USS Sterett (DDG-104) USS Dewey (DDG-105) USS Stockdale (DDG-106) USS Gravely (DDG-107) USS Wayne E. Meyer (DDG-108) USS Jason Dunham (DDG-109) USS William P. Lawrence (DDG-110) USS Spruance (DDG-111) USS Michael Murphy (DDG-112) USS John Finn (DDG-113) USS Ralph Johnson (DDG-114) USS Rafael Peralta (DDG-115) USSThomas Hudner (DDG-116) USS Paul Ignatius (DDG-117) USS Daniel Inouye (DDG-118) USS Delbert D. Black\|DDG-119) USS Frank E. Petersen Jr. (DDG-121) | Er zijn in totaal 82 schepen gepland.                              |
| Zumwalt-klasse                                  |                                                                                     | USS Zumwalt (DDG-1000) USS Michael Monsoor (DDG-1001) | Er zijn in totaal drie schepen gepland                             |
| Kruisers                                        |                                                                                     | |                                                                    |
| Ticonderoga-klasse                              |                                                                                     | USS Bunker Hill (CG-52) USS Mobile Bay (CG-53) USS Antietam (CG-54) USS Leyte Gulf (CG-55) USS San Jacinto (CG-56) USS Lake Champlain (CG-57) USS Philippine Sea (CG-58) USS Princeton (CG-59) USS Normandy (CG-60) USS Monterey (CG-61) USS Chancellorsville (CG-62) USS Cowpens (CG-63) USS Gettysburg (CG-64) USS Chosin (CG-65) USS Hue City (CG-66) USS Shiloh (CG-67) USS Anzio (CG-68) USS Vicksburg (CG-69) USS Lake Erie (CG-70) USS Cape St. George (CG-71) USS Vella Gulf (CG-72) USS Port Royal (CG-73) |                                                                    |
| Landingsschepen                                 |                                                                                     | |                                                                    |
| Harpers Ferry-klasse                            |                                                                                     | USS Harpers Ferry (LSD-49) USS Carter Hall (LSD-50) USS Oak Hill (LSD-51) USS Pearl Harbor (LSD-52) |                                                                    |
| Whidbey Island-klasse                           |                                                                                     | USS Whidbey Island (LSD-41) USS Germantown (LSD-42) USS Gunston Hall (LSD-44) USS Comstock (LSD-45) USS Tortuga (LSD-46) USS Rushmore (LSD-47) USS Ashland (LSD-48) |                                                                    |
| Littoral combat ships                           |                                                                                     | |                                                                    |
| Freedom-klasse                                  |                                                                                     | USS Fort Worth (LCS-3) USS Milwaukee (LCS-5) USS Detroit (LCS-7) USS Little Rock (LCS-9) USS Sioux City (LCS-11) USS Wichita (LCS-13) USS Billings (LCS-15) USS Indianapolis (LCS-17) USS St. Louis (LCS-19) USS Minneapolis-Saint Paul (LCS-21) | Er zijn in totaal 16 schepen gepland.                              |
| Independence-klasse                             |                                                                                     | USS Coronado (LCS-4) USS Jackson (LCS-6) USS Montgomery (LCS-8) USS Gabrielle Giffords LCS-10) USS Omaha (LCS-12) USS Manchester (LCS-14) USS Tulsa (LCS-16) USS Charleston (LCS-18) USS Cincinnati (LCS-20) USS Kansas City (LCS-22) USS Oakland (LCS-24) USS Mobile (LCS-26) USS Savannah (LCS-28) | Er zijn in totaal 19 schepen gepland                               |
| Mijnenvegers                                    |                                                                                     | |                                                                    |
| Avenger-klasse                                  |                                                                                     | USS Sentry (MCM-3) USS Devastator (MCM-6) USS Patriot (MCM-7) USS Pioneer (MCM-9) USS Warrior (MCM-10) USS Gladiator (MCM-11) USS Dextrous (MCM-13) USS Chief (MCM-14) |                                                                    |
| Onderzeeër bevoorradingschepen                  |                                                                                     | |                                                                    |
| Emory S. Land klasse                            |                                                                                     | USS Emory S. Land (AS-39) USS Frank Cable (AS-40) |                                                                    |
| Originele zes fregatten                         |                                                                                     | |                                                                    |
| Original six frigates of the United States Navy |                                                                                     | USS Constitution | Het oudste schip van de US Navy. Het schip is in dienst sinds 1797 |
| Patrouilleschepen                               |                                                                                     | |                                                                    |
| Cyclone-klasse                                  |                                                                                     | USS Hurricane (PC-3) USS Monsoon (PC-4) USS Sirocco (PC-6) USS Chinook (PC-9) USS Thunderbolt (PC-12) |                                                                    |
| Vliegdekschepen                                 |                                                                                     | |                                                                    |
| Gerald R. Ford-klasse                           |                                                                                     | USS Gerald R. Ford (CVN-78) USS John F. Kennedy (CVN-79) (Indienststelling 2024) USS Enterprise (CVN-80) (Indienststelling 2028) USS Doris Miller (CVN-81) (Indienststelling 2032) USS Maine(?) (CVN-82) (Indienststelling 2035) | 10 gepland                                                         |
| Nimitz klasse                                   | USS_Nimitz_steams_ahead_of_the_guided-missile_cruiser_USS_Princeton_in_Malabar_2020 | USS Nimitz (CVN-68) USS Dwight D. Eisenhower (CVN-69) USS Carl Vinson (CVN-70) USS Theodore Roosevelt (CVN-71) USS Abraham Lincoln (CVN-72) USS George Washington (CVN-73) USS John C. Stennis (CVN-74) USS Harry S. Truman (CVN-75) USS Ronald Reagan (CVN-76) USS George H.W. Bush (CVN-77) |                                                                    |

## Onderzeeërs
| Klasse                                | Afbeelding                            | Namen | Opmerkingen                                                           |                                       |                                       |
| Onderzeeërs met ballistische raketten | Onderzeeërs met ballistische raketten | Onderzeeërs met ballistische raketten | Onderzeeërs met ballistische raketten                                 | Onderzeeërs met ballistische raketten | Onderzeeërs met ballistische raketten |
| ------------------------------------- | ------------------------------------- | --- | --------------------------------------------------------------------- | ------------------------------------- | ------------------------------------- |
| Ohio-klasse                           |                                       | USS Henry M. Jackson (SSBN-730) USS Alabama (SSBN-731) USS Alaska (SSBN-732) USS Nevada (SSBN-733) USS Tennessee (SSBN-734) USS Pennsylvania (SSBN-735) USS West Virginia (SSBN-736) USS Kentucky (SSBN-737) USS Maryland (SSBN-738) USS Nebraska (SSBN-739) USS Rhode Island (SSBN-740) USS Maine (SSBN-741) USS Wyoming (SSBN-742) USS Louisiana (SSBN-743) |                                                                       |                                       |                                       |
| Columbia-klasse                       |                                       | USS Columbia (SSBN-826) | 12 onderzeeërs gepland, het eerste schip moet in 2024 in dienst komen |                                       |                                       |
| Onderzeeërs met geleide raketten      |                                       | |                                                                       |                                       |                                       |
| Ohio-klasse                           | Ohio_class_submarine                  | USS Ohio (SSGN-726) USS Michigan (SSGN-727) USS Florida (SSGN-728) USS Georgia (SSGN-729) |                                                                       |                                       |                                       |
| Aanvalsonderzeeërs                    |                                       | |                                                                       |                                       |                                       |
| Los Angeles-klasse                    |                                       | USS Providence (SSN-719) USS Chicago (SSN-721) USS Key West (SSN-722) USS Oklahoma City (SSN-723) USS Helena (SSN-725) USS Newport News (SSN-750) USS San Juan (SSN-751) USS Pasadena (SSN-752) USS Albany (SSN-753) USS Topeka (SSN-754) USS Scranton (SSN-756) USS Alexandria (SSN-757) USS Asheville (SSN-758) USS Jefferson City (SSN-759) USS Annapolis (SSN-760) USS Springfield (SSN-761) USS Columbus (SSN-762) USS Santa Fe (SSN-763) USS Boise (SSN-764) USS Montpelier (SSN-765) USS Charlotte (SSN-766) USS Hampton (SSN-767) USS Hartford )SSN-768) USS Toledo (SSN-769) USS Tucson (SSN-770) USS Columbia (SSN-771) USS Greeneville (SSN-772) USS Cheyenne (SSN-773) |                                                                       |                                       |                                       |
| Seawolfklasse                         |                                       | USS Seawolf (SSN-21) USS Connecticut (SSN-22) USS Jimmy Carter (SSN-23) |                                                                       |                                       |                                       |
| Virginiaklasse                        |                                       | USS Virginia (SSN-774) USS Texas (SSN-775) USS Hawaii (SSN-776) USS North Carolina (SSN-777) USS New Hampshire (SSN-778) USS New Mexico (SSN-779) USS Missouri (SSN-780) USS California (SSN-781) USS Mississippi (SSN-782) USS Minnesota (SSN-783) USS North Dakota (SSN-784) USS John Warner (SSN-785) USS Illinois (SSN-786) USS Washington (SSN-787) USS Colorado (SSN-788) USS Indiana (SSN-789) USS South Dakota (SSN-790) USS Delaware (SSN-791) USS Vermont (SSN-792) USS Oregon (SSN-793) USS Montana (SSN-794) | Er zijn 66 onderzeeërs gepland                                        |                                       |                                       |